# Якуб Волонсевич
Якуб Яцек Волонсевич (пол. Jakub Jacek Wołąsiewicz; 1 лютого 1960, Зелена Гура, Польща — 7 червня 2016, Варшава, Польща) — польський дипломат. Генеральний консул Польщі в Донецьку (2013—2014).

## Життєпис
Народився 1 лютого 1960 року в місті Зелена Гура, Польща. У 1984 році закінчив факультет адміністрації та права Варшавського Університету (магістратура під керівництвом професора Анджея Стельмаховського).
На дипломатичні роботі в Міністерстві закордонних справ Республіки Польща займав посади від нижчого рівня — референта до титулярного посла.
У 1989 році — був віце-директором Договірно-правового департаменту МЗС Польщі.
У 1990 році — Міністр закордонних справ професор Кшиштоф Скубішевський призначив його на посаду директора Східного департаменту МЗС.
У 1993—2001 роках — Надзвичайний і Повноважний Посол Польщі в Естонії.
У 2001—2013 роках — Уповноважений представник Міністра закордонних справ Польщі в Європейському Суді з прав людини.
У 2013—2015 роках — Міністр закордонних справ Польщі Радослав Сікорський призначив його на посаду генерального консула Республіки Польща в Донецьку (Україна).